# Sobór św. Aleksandra Newskiego w Iżewsku
Sobór św. Aleksandra Newskiego – prawosławny sobór w Iżewsku, katedra eparchii iżewskiej Rosyjskiego Kościoła Prawosławnego.

## Historia
Koncepcja budowy soboru w Iżewsku pojawiła się po pożarze miasta w maju 1810, który zniszczył znaczną część zabudowy razem z jedyną czynną cerkwią św. Eliasza. Miejscowy architekt S. Dudin opracował projekt obszernej świątyni z trzema ołtarzami i trzema dzwonnicami, został on jednak odrzucony jako zbyt kosztowny. Zamiast tego Świątobliwy Synod Rządzący zasugerował wzniesienie obiektu sakralnego wzorowanego na soborze św. Andrzeja w Kronsztadzie. Do prac budowlanych przystąpiono w 1820, ukończono je w ciągu trzech lat. Szybkie wzniesienie świątyni było możliwe dzięki zaangażowaniu w inwestycję miejscowych zakładów zbrojeniowych. Budowę wsparł finansowo car Aleksander I. Patronem świątyni, wyświęconej 15 października 1823 przez pierwszego proboszcza miejscowej parafii ks. Zacharija Latuszewicza, został św. Aleksander Newski. Dwa boczne ołtarze poświęcono czci św. Katarzyny i Kazańskiej Ikony Matki Bożej, natomiast w podziemiach obiektu powstała cerkiew dolna Świętych Modesta i Błażeja. Od 1871 przy soborze działało towarzystwo zajmujące się działalnością dobroczynną i oświatową, zaś od 1875 – szkoła dla dzieci robotniczych.
W czasie akcji konfiskaty kosztowności cerkiewnych z soboru wyniesiono cenne elementy jego wyposażenia o łącznej wadze ponad 5 pudów. W 1929 sobór został zamknięty i przebudowany na klub młodzieżowy i kino „Kosmos”, a następnie muzeum ateizmu. W 1932 ponownie umieszczono w budynku kino. W latach 30. XX wieku zaplanowano całkowite zniszczenie świątyni, ostatecznie jednak rozebrano jedynie monumentalną kopułę świątyni. W latach 80. XX wieku budynek odrestaurowano, planowano przywrócenie mu dawnego wyglądu w celu zorganizowania w nim sali koncertowej.
W 1990 sobór został zwrócony restytuowanej dwa lata wcześniej eparchii iżewskiej. Nabożeństwa w zniszczonej świątyni odbywały się od 1993 przed południowym ołtarzem bocznym, poświęconym ponownie św. Mikołajowi. Równocześnie trwały prace nad restauracją obiektu. W 1994 biskup iżewski i udmurcki Mikołaj powtórnie wyświęcił główny ołtarz. W 2000 ukończono prace nad odnowieniem dolnej cerkwi, której nadano nowe wezwanie Wszystkich Świętych Ziemi Rosyjskiej i którą zaadaptowano na baptysterium.
W 2007 sobór odwiedził patriarcha moskiewski i całej Rusi Aleksy II.

## Architektura

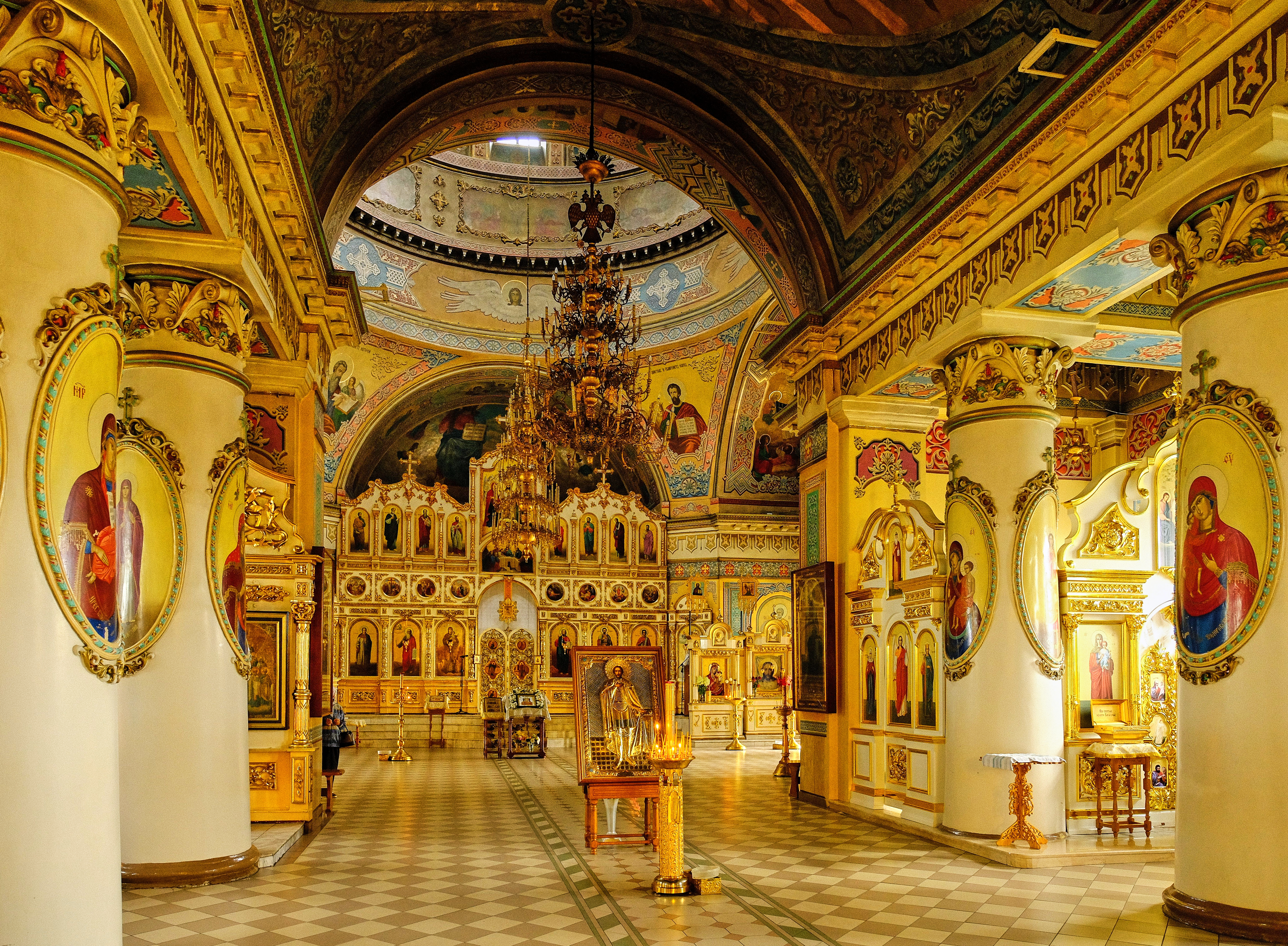
Wnętrze (2019)

Cerkiew wzniesiona jest w stylu klasycystycznym. Obiekt zbudowano na planie prostokąta, z jedną sferyczną kopułą na bębnie z wyciętymi prostokątnymi oknami i rzędami pilastrów. Został on wsparty na czterech filarach. Nawę główną od bocznych rozdzielają rzędy jońskich kolumn, w każdym znajdują się cztery kolumny. Do świątyni prowadzą trzy wejścia – od południa, północy i zachodu, każdy zdobiony portykiem z sześcioma kolumnami, również jońskimi. Dzwonnica soboru wznosi się nad przedsionkiem. W dolnych kondygnacjach jest ona czworoboczna, w górnych – ośmioboczna (te kondygnacje zostały nadbudowane w 1877, gdy surowy klasycystyczny styl uznawano już za przestarzały).
Początkowo również wnętrze soboru urządzone było w stylu klasycystycznym, jednak w latach 70. XIX w. zastąpiono je bizantyjsko-rosyjskim.